# Expedito

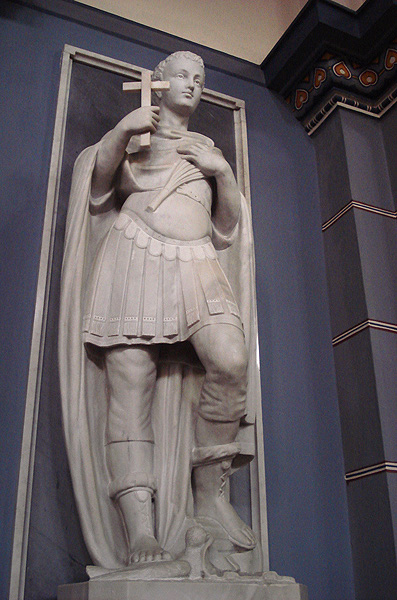
Estatua de san Expedito realizada por el escultor brasileño André Arjonas, en la iglesia San José, en Porto Alegre (Brasil).

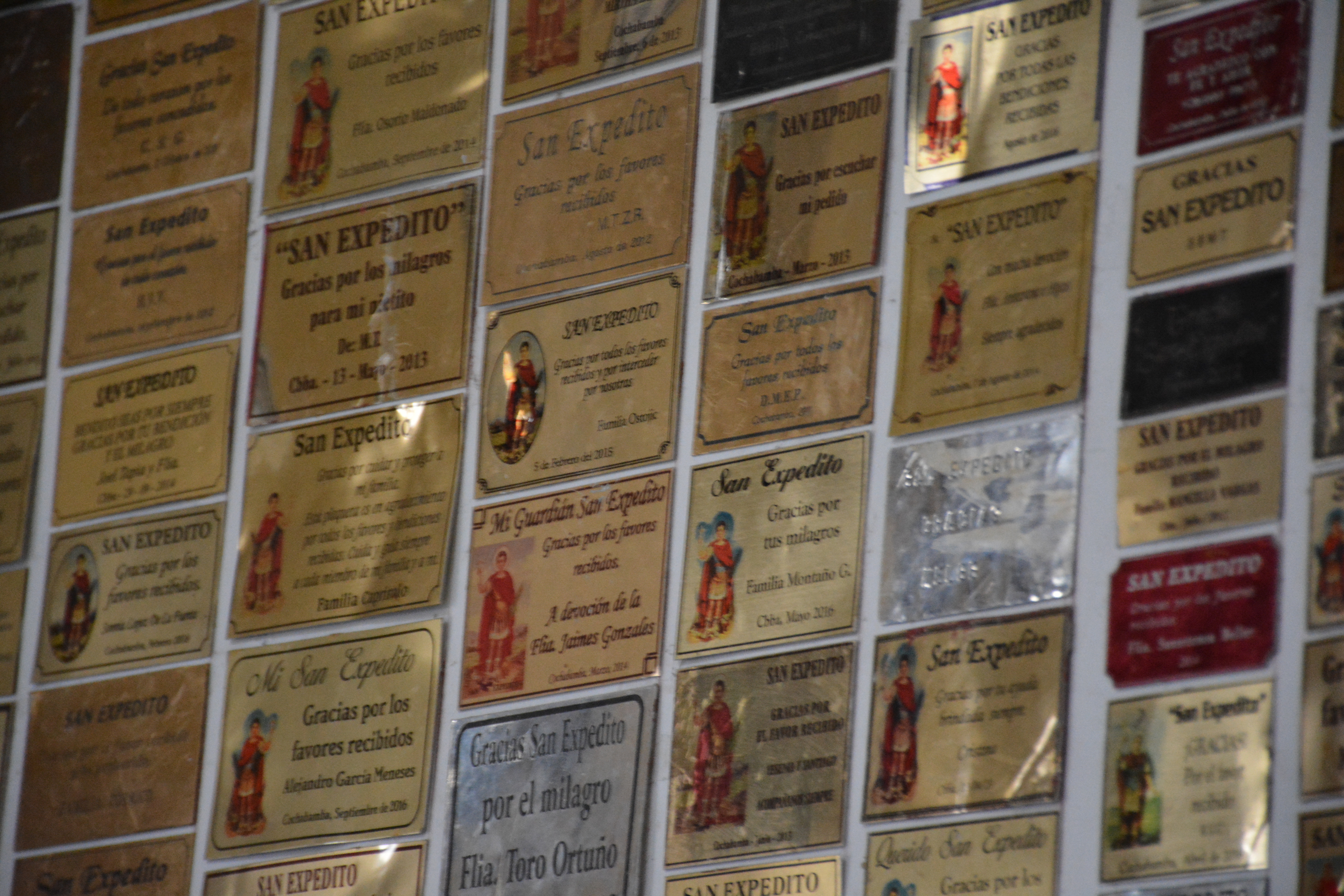
Placas de agradecimiento a San Expedito en la Iglesia de La Recoleta en Cochabamba (Bolivia).

San Expedito fue un santo y mártir católico que habría vivido entre los siglos III y IV, siendo comandante de la Legión XII Fulminata del ejército romano, bajo el gobierno del emperador Diocleciano. 
Su nombre en latín significa "Prontitud", "Rapidez", por eso se lo tiene como gran y pronto intercesor de las causas de rápida solución. 
Fue retirado del Santoral Católico pero aún sigue recibiendo veneración por la comunidad popular.

## Historia
El dato más exacto de la existencia de este Santo Mártir corresponde a un Martirologio Romano, de la ciudad de Melitene (hoy Malatya), situada en la actual Turquía. En este documento, está asentado su martirio, el día 19 de abril del año 303, junto a cinco militares cristianos que se rehusaron a seguir la religión politeísta del Imperio. Estos mártires fueron Hermógenes, Cayo, Aristónico, Rufo y Gálata.
Ellos padecieron, junto a San Expedito, la pena de muerte por haberse convertido a la nueva religión. Si bien se desconocen muchos datos de su vida, se han descubierto los rastros fundamentales que nos develan los hechos más significativos de su existencia. Por un lado, gracias a su nombre se sabe con certeza que Expedito era un joven soldado perteneciente al Imperio Romano, dado que el término Expeditus, se utilizaba para designar a los soldados pertenecientes a la fuerza ligera de aquél ejército, los expedití. Esta fuerza de infantería se diferenciaba de las otras tropas, porque utilizaban armamentos livianos para facilitar el ataque en las batallas. Los historiadores presumen que la tropa de San Expedito era un cuerpo de infantería expedití, porque en aquella época los apellidos de cada persona se derivaban de la actividad o profesión que practicaban. Por otro lado, existen otros investigadores de la vida de San Expedito que afirman que en realidad el nombre del Mártir era Elpidius y se transformó en Expedito por un mero error de una copista que escribió mal su nombre. Esta hipótesis también puede ser cierta, dado que en los primeros tiempos de la Iglesia todos los documentos testimoniales eran realizados a mano por los monjes copistas. Sin embargo, la Iglesia se ha inclinado más por la primera versión ya que gracias a ella, se pudo establecer con certeza los puntos principales de la vida de San Expedito. Asimismo, hay que tener en cuenta que tanto el nombre de Elpidius o el de Expeditus ambos son de origen romano, lo cual indica, con certeza, el origen de su nacionalidad y de su profesión.
Expedito habría sido armenio, y si bien se desconoce su lugar real de nacimiento, es probable que haya sido la localidad de Melitene, que es también en donde sufre su martirio. Otra posibilidad es que fuera oriundo de Roma, y enviado en misión militar a Melitene. Esta ciudad fue construida en el siglo II por el emperador romano Trajano. Armenia fue una de las primeras regiones en recibir las enseñanzas de los apóstoles Judas Tadeo, Simón y Bartolomé, como así también un lugar de innumerables persecuciones a los cristianos.
Los datos más exactos del tipo de actividad que desempeñaba San Expedito fueron descubiertos por un grupo de Jesuitas llamados Bolandistas. De acuerdo con las conclusiones a las que ellos llegaron, Expedito fue comandante de la XII Legión Romana, habitualmente llamada la Legión Fulminante, del latín Fulminata. Esta legión estaba formada por 6821 hombres. 
Cuando el emperador Marco Aurelio Antonio guio una expedición contra el Quadi en 174, su ejército, exhausto por la sed, estaba a punto de caer como presa fácil del enemigo. Fue entonces cuando los soldados de la Duodécima Legión, que estaba compuesta por cristianos, oraron a su Dios clamando ayuda. Inmediatamente comenzó una tronada, la cual trajo el deseado alivio a los romanos, y aterrorizó y dispersó a los bárbaros. A consecuencia de esto el emperador emitió un decreto prohibiendo la persecución a los cristianos y le dio a la Duodécima Legión el sobrenombre de “fulminata” o “fulminea”, esto es “atronadora”.
El martirio de San Expedito:
Luego de la conversión de Expedito, muchos soldados comenzaron a oponerse a participar de los ritos destinados a rendir tributo a los ídolos romanos. Los nuevos soldados de Cristo se negaban rotundamente a postrarse ante los dioses paganos. Esta actitud del ejército disgustó mucho a Diocleciano porque si bien, el Emperador respetaba la libertad de culto de los pueblos conquistados, no podía permitir una insurrección dentro de las tropas que representaban su Imperio.
El ejército era la institución por excelencia que perseguía a los cristianos, y no podía existir en él hombres que no siguieran a la religión oficial del Imperio Romano. Fue de este modo, como Galerio, dirigente de las Provincias Romanas que estaban ubicadas en Asia Menor y a su vez yerno del propio Diocleciano, dio la orden de matar a Expedito por ser la cabeza principal de la Fulminata.
Expedito fue martirizado, en la ciudad de Melitene, en Armenia, el 19 de abril del año 303, con la pena que recibirían los oficiales por haberse convertido al cristianismo. Ella consistía en pasar primero por la flagelación y luego por la decapitación. Este dato se sabe con certeza porque los cristianos que no pertenecían al Imperio Romano eran martirizados, con muertes más cruentas que ésta. Luego de su muerte, no hay datos exactos sobre la localización de su tumba.

## Santo patrón
Debido a su nombre (que en español significa ‘rápido’), la devoción popular 
que lo considera
- patrono de las causas urgentes;
- abogado de las causas imposibles (un título que comparte con santa Rita de Casia y san Judas Tadeo);
- protector de los militares, los estudiantes, los jóvenes y los viajeros;
- patrono de las causas legales demasiado prolongadas.

Es un santo reconocido por los fieles católicos aunque no aparece en la liturgia católica.
Su acta de canonización no ha sido revisada por la Iglesia católica, y su fiesta del 19 de abril no se celebra ampliamente.
No aparece en el actual calendario litúrgico porque nada se sabe de su vida.

## Origen de la devoción

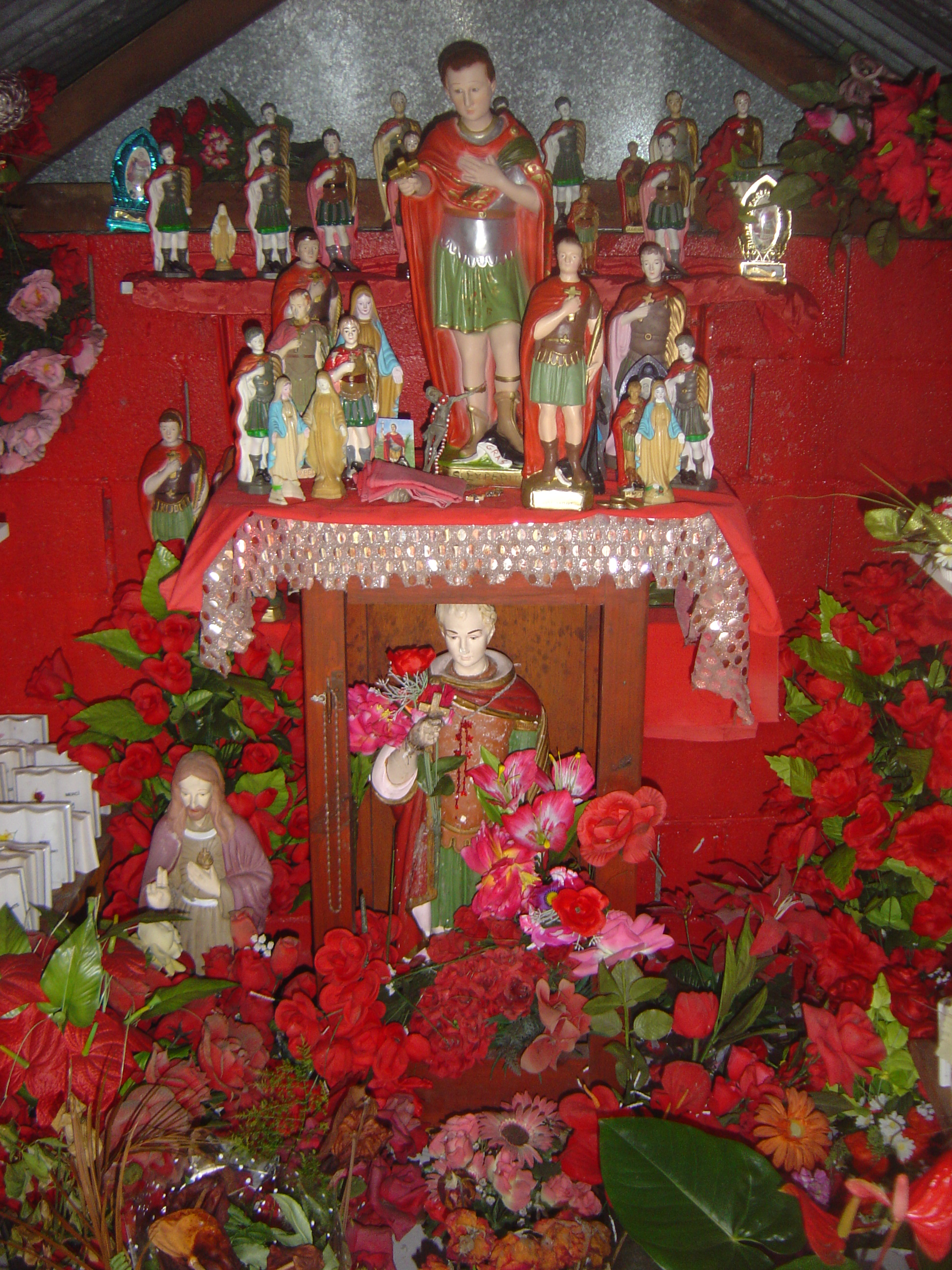
Estatuas de san Expedito en la isla Reunión.

En 1781, llegó una caja con reliquias no identificadas a un convento de monjas en París. Las reliquias se habían desenterrado de las catacumbas de la plaza Denfert-Rochereau. El remitente de la caja (desde la misma ciudad) habría escrito sobre la caja «Spedito» (‘correo expreso’), probablemente para acelerar su envío. Las monjas supusieron que las reliquias pertenecían a un tal «san Spedito».
El Martirologio romano nombra efectivamente a un mártir desconocido llamado Expeditus:

En Melitene, en Turquía, del santo martirio de Hermágoras, Cayo, Expedito, Aristónico, Rufo y Gálata, todos los cuales el mismo día fueron coronados.
Melitinae, in Armenia, sanctorum Martyrum Hermogenis, Caji, Expediti, Aristonici, Rufi et Galatae, qüi omnes una díe sunt coronati.

Las monjas supusieron que este «santo Spedito» habría sido el mártir que aparecía en el Martirologio, oraron por su intercesión, y cuando sus oraciones se vieron rápidamente respondidas, la veneración de estos restos se expandió por toda Francia.
San Expedito fue retirado del martirologio católico en 1906 por el papa San Pío X debido a dudas sobre su existencia. 

## Hagiografía
Fue comandante de la XII legión romana llamada «Fulminante» debido a una hazaña bélica que la volvió célebre, que estaba acuartelada en el distrito de Melitene (en Capadocia), hoy Malatya (Turquía), sede de una de las provincias romanas de Armenia, a finales del siglo III. La legión estaba formada en su mayoría por soldados cristianos. Su misión principal era defender las fronteras orientales de los territorios invadidos por los romanos contra los ataques de los hunos.
Antes de su conversión al cristianismo, Expedito tenía una vida disipada.
En el momento de su conversión se le apareció un cuervo (ave que representa al demonio), el cual lo seducía a no convertirse al cristianismo al grito de «cras cras cras», que en latín significa ‘mañana’. Expedito respondió: «¡Hodie hodie hodie!», que significa ‘¡hoy!’ y luego aplastó al cuervo con el pie izquierdo.

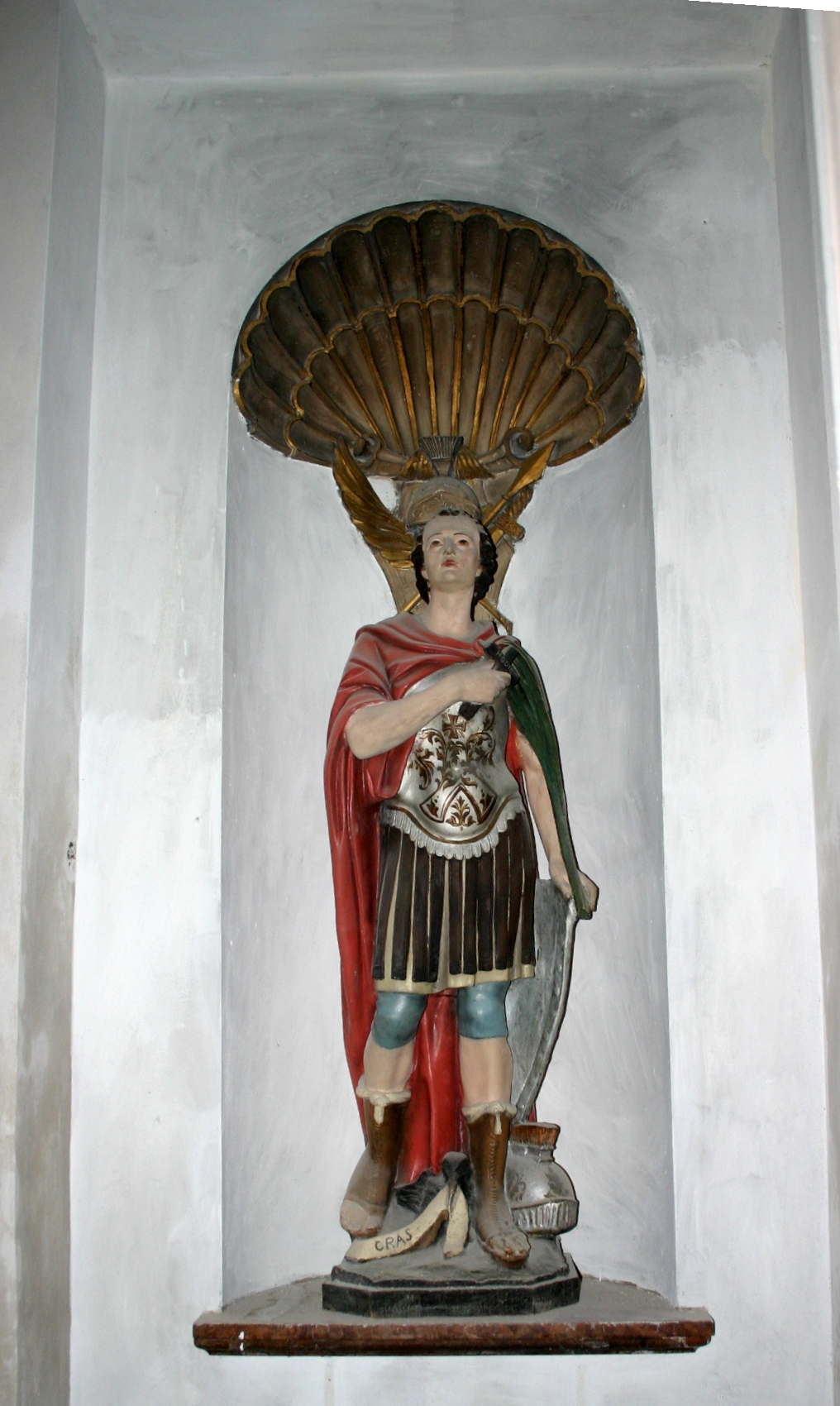
Estatua de estilo popular que representa a un soldado romano santo, de fines del o principios del. Se encuentra en la contrafachada de la capilla de San Nicolao (en Milán). Foto de 2007. La presencia del cuervo que tiene en el pico escrita la leyenda «cras» (‘mañana’ en latín) lo identifica como San Expedito

Una vez convertido, predicó a toda su tropa y los acercó al cristianismo, esto provocó la ira del emperador Diocleciano. La importancia de su puesto hacía de él un blanco especial del odio del emperador. Fue flagelado hasta sangrar y después decapitado con espada un 19 de abril.

### Otra versión basada en la fe
Según una tradición católica, san Expedito era comandante de la Legión XII Fulminata; ello significa que era un tribuno militar, es decir un oficial militar dentro de la organización estatal del imperio, con mando sobre un cuerpo de tropas que le dependía directamente.
La legión de san Expedito estaba desplegada en Armenia y alternaba su misión principal de luchar contra los pueblos que el Imperio romano consideraba bárbaros y custodiar los confines del imperio, con otras tareas que realizaban las tropas de ocupación romanas.
Cuenta la tradición que la legión XII venía luchando desde hacía tiempo bajo las órdenes de su comandante, y que se encontraba ya sin alimentos, agua, ni provisiones, en un territorio bajo control del enemigo. Fue así como tuvieron que dar batalla sin tener las energías para hacerlo. Expedito intentó levantar la moral de sus legionarios hablándoles, pero nada logró esta vez. Sin fuerzas, ni provisiones, ni alimentos y con el enemigo en las proximidades ya nada podía hacerse.
Sin embargo, en ese momento, los soldados romanos que habían visto muchas veces como procedían los cristianos cuando debían enfrentar la muerte que ellos mismos les causaban, obraron de forma similar. Para sorpresa de su comandante, los soldados comenzaron a elevar sus brazos hacia el cielo, pidiendo ayuda a ese Dios único de los cristianos del que habían escuchado hablar y que sabían que realizaba milagros.
Pero más sorprendidos resultaron sus enemigos, que jamás habían visto una legión completa realizando aquel gesto y rogándole a Dios en pleno campo de batalla. Mientras el enemigo atónito y sin entender lo que estaba sucediendo se detenía, todo el cielo se oscureció y descendió sobre el campo de batalla un tremendo vendaval de viento y agua que cubrió tanto a los combatientes como a sus animales de carga y de lucha. Fue en estas circunstancias que la legión entera logró recomponerse y aprovechando la situación pudo salir victoriosa de esa contienda.[cita requerida]
Luego de la batalla, muchos soldados se convirtieron a la fe cristiana; sin embargo Expedito seguía sin comprender lo que ocurría, aunque su corazón sabía que Dios lo estaba llamando, y que se había acordado de él y de sus hombres en las críticas circunstancias descritas. Su puesto en el ejército no era compatible con la conversión al cristianismo, ya que esto significaba un abierto desafío a la autoridad del emperador. Al enterarse el emperador Diocleciano de estos hechos envió órdenes para que se pusiera fin de inmediato a lo que consideraba una revuelta militar.
Aunque muchos de sus soldados y amigos se habían convertido, Expedito continuaba con dudas: no se decidía entre su carrera militar y el llamado que indudablemente estaba recibiendo desde los cielos. Finalmente, un día Expedito decidió cambiar de vida y convertirse. En ese momento, es cuando se le aparece el Espíritu del mal en forma de cuervo y le grita en latín  «¡Cras, cras, cras!» (mañana, mañana, mañana’), con la intención de prolongar su indecisión y evitar su conversión. Pero Expedito reaccionó enérgicamente aplastando al cuervo con un pie, gritando:  «¡Hodie, hodie, hodie!» (‘hoy, hoy, hoy’).
Es entonces cuando Expedito decidió ser cristiano. Luego de su conversión, comenzó a proteger a los cristianos que eran llevados a los circos romanos para ser devorados por leones. Pero el emperador no podía tolerar que un comandante de legión desafiara sus leyes y que se hubiera convertido al cristianismo. Por esta razón fue detenido e interrogado, junto con otros compañeros de armas que también se habían convertido a la fe. El 19 de abril del año 303, Expedito fue sacrificado por orden del emperador en Melitene, junto con Cajo, Gálatos, Hermágoras, Aristónico y Rufo. Se impuso la pena de flagelación, se le dio a los reos la oportunidad de arrepentirse y, posteriormente, como se rehusaron fueron decapitados.

## El nombre de San Expedito
En la español, «expedito» es un adjetivo (que deriva del latín expeditus) que hace referencia a estar libre de todo estorbo y pronto para obrar. Pero el nombre de san Expedito tiene también connotaciones militares. En la antigua Roma se decía que cuando los soldados marchaban solamente con sus armas y sin su carga, lo hacían expediti o in expeditionem. Por el contrario, cuando marchaban con su impedimenta, que incluía saco para dormir, utensilios para comer, efectos personales, útiles de zapa, herramientas y víveres, lo hacían impediti. También, se utilizaba el término expediti para hacer referencia a aquella formación de la legión que le permitía operar como infantería ligera y con velocidad en sus movimientos.
Se cree que es de aquí de donde deriva el nombre de san Expedito, o que inició su carrera militar en una unidad que operaba siguiendo estos parámetros, y que de ella habría obtenido su nombre.

## Iconografía

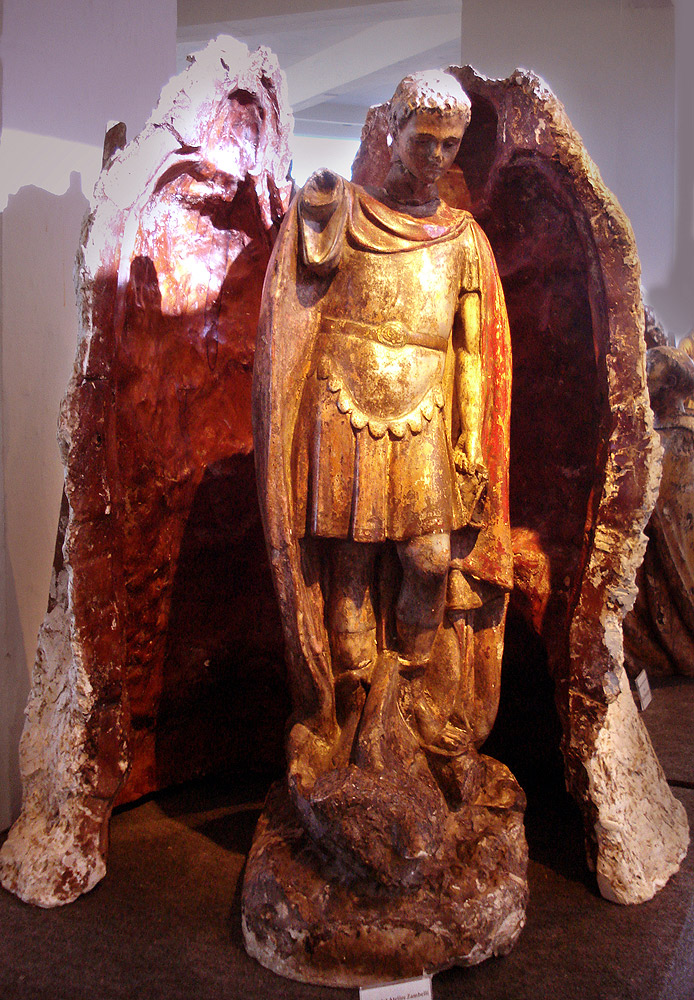
Estatua producida en el antiguo atelier de Michelángelo Zambelli en Caxias do Sul (Brasil).

Las imágenes de san Expedito lo presentan con ropa de legionario romano, vestido de túnica corta y de manto tirado hacia atrás de los hombros (a la moda militar romana), y con postura marcial. En una mano sostiene una hoja de palma que simboliza la victoria, el triunfo, la paz y la vida eterna que se origina en el antiguo Oriente Próximo y el mundo mediterráneo. La palma era sagrada en las religiones mesopotámicas y en el antiguo Egipto representaba la inmortalidad, en la otra una cruz que ostenta la palabra hodie (‘hoy’, en latín, en referencia a la conocida leyenda). Pisa con el pie izquierdo un cuervo que grita  «cras» (‘mañana’ en latín).

## Iglesias en el mundo
Existen iglesias de san Expedito en todo el mundo:
En Buenos Aires (Argentina) en el barrio de Balvanera hay una iglesia, con una arquitectura similar a la de la capilla Sixtina pero la verdadera casa, por ser un santo armenio, está en la Catedral Armenia Católica Nuestra Señora de Narek en el barrio de Palermo, en vías de ser considerada como Santuario por permanencia, 
- Paraguay
- Alemania
- Argentina[n. 2].
- Austria
- Brasil
- Bolivia
- Chile
- Colombia
- Ecuador
- España
- Estados Unidos
- Filipinas
- Francia
- Isla Reunión
- Italia
- México
- Nicaragua
- Perú
- Rusia
- Turquía
- Uruguay[n. 3]
- Venezuela
- China